# Allamanda angustifolia
Allamanda angustifolia,  trompeta amarilla,  es una especie botánica  del género Allamanda  en la familia de las Apocynaceae,  nativa de Brasil: del Cerrado.
Esta especie es citada en Flora Brasiliensis  por Carl Friedrich Philipp von Martius.
Es un arbusto siempreverde

## Taxonomía
Allamanda angustifolia fue descrita por Johann Baptist Emanuel Pohl y publicado en  Plantarum Brasiliae Icones et Descriptiones 1: 73, pl. 59. 1827.
Número cromosómico
- 2n = 18[5]